# マクロファージ炎症性タンパク質
マクロファージ炎症性タンパク質（マクロファージえんしょうせいタンパクしつ、英: macrophage inflammatory protein、略称: MIP）は、ケモカインと呼ばれる走化性サイトカインのファミリーの1つである。ヒトではMIP-1α、MIP-1βと呼ばれる2つの主要なメンバーが存在し、現在では公式にはそれぞれCCL3、CCL4と呼ばれている。古い文献では、ヒトCCL3に関してはLD78α、AT 464.1、GOS19-1、ヒトCCL4に関してはAT 744、Act-2、LAG-1、HC21、G-26などの名称が用いられている。その他のMIPとして、MIP-2、MIP-3、MIP-5が存在する。

## MIP-1
MIP1α（CCL3）とMIP1-β（CCL4）は、細菌の内毒素やIL-1βなどの炎症性サイトカインによる刺激後にマクロファージや単球から産生される主要な因子である。これらは造血系の全ての細胞のほか、線維芽細胞、上皮細胞、血管平滑筋細胞や血小板でも活性化に伴って発現しているようである。これらは感染や炎症に対する免疫応答に重要である。CCL3とCCL4は細胞外のプロテオグリカンに結合する。この結合は機能に必須ではないが、その生理活性を高める役割を果たす。その生物学的効果はケモカイン受容体CCR1（CCL3がリガンドとなる）、CCR5（CCL3とCCL4がリガンドとなる）への結合を介して発揮され、その後シグナルは細胞内へ移行する。主要な作用は炎症の促進であり、主に走化性と経内皮遊走からなるが、活性化による一部の生理活性分子の放出も行われる。こうしたケモカインとしての作用は単球、T細胞、樹状細胞、NK細胞、血小板に影響を与える。また、ヒトの顆粒球（好中球、好酸球、好塩基球）を活性化し、急性好中球性炎症が引き起こされる場合がある。線維芽細胞やマクロファージにはIL-1、IL-6、TNF-αなど他の炎症性サイトカインの合成と放出を誘導する。CCL3とCCL4の遺伝子はどちらも、ヒトでは17番染色体、マウスでは11番染色体に位置している。
MIP-1は多くの細胞、特にマクロファージ、樹状細胞、リンパ球で産生される。MIP-1は走化性と炎症促進作用をもたらすことが最も良く知られているが、恒常性の維持を促進する場合もある。生物物理学的解析と数理モデリングからは、MIP-1は溶液中で多分散な桿状の多量体を可逆的に形成することが示されている。多量体化はMIP-1の受容体結合部位を覆い隠すため、脱重合変異によって活性化されたヒト内皮上への単球の捕捉能力が高まる。
MIP-1γはこれらとは異なるMIPであり、新たな命名法ではCCL9と呼ばれている。MIP-1γは主に濾胞関連上皮細胞によって産生され、CCR1への結合を介して腸のパイエル板に対する樹状細胞とマクロファージの走化性を担う。
MIP-1δ（MIP-5、CCL15）はCCR1とCCR3に結合する。

## MIP-2
MIP-2はCXCケモカインファミリーに属し、CXCL2と命名されている。CXCR1とCXCR2への結合を介して作用する。MIP-2は主にマクロファージ、単球、上皮細胞によって産生され、炎症部位への走化性と好中球の活性化を担う。

## MIP-3
MIP-3グループには、MIP-3α（CCL20）とMIP-3β（CCL19）の2つのケモカインが属する。
MIP-3αはCCR6に結合する。CCL20は粘膜や皮膚の活性化された上皮細胞によって産生され、Th17細胞を炎症部位へ誘引する。また、Th17細胞自身によっても産生される。さらに、活性化されたB細胞やメモリーT細胞、未成熟樹状細胞も誘引し、二次リンパ器官におけるこれらの細胞の遊走と関係している。成熟樹状細胞はCCR6をダウンレギュレーションし、MIP-3βの受容体であるCCR7をアップレギュレーションする。
MIP-3βは二次リンパ器官のT細胞域のストローマ細胞によって産生され、CCR7への結合によって成熟樹状細胞をリンパ節へ誘引する。また、樹状細胞によっても産生され、ナイーブT細胞やB細胞を誘引してリンパ節へのホーミングを引き起こす。そこでは樹状細胞によってこれらの細胞へ抗原が提示される。

## MIP-5
MIP-5（MIP-1δ、CCL15）はCCR1とCCR3に結合する。単球や好酸球に対する走化性活性を持ち、マクロファージ、好塩基球や一部の組織で発現している。喘息の病理との関係が提唱されている。